# فيلافرانكا دي فيرونا
فيلافرانكا دي فيرونا (بالإيطالية: Villafranca di Verona)‏ هي مدينة و بلدية في مقاطعة فيرونا في فينيتو شمال إيطاليا.

## السكان
في سنة 1871 بلغ عدد السكان 8٬377 نسمة، وتطور العدد ليصل في سنة 2011 لـ 32٬747 نسمة.
يظهر هذا المخطط البياني تطور النمو السكاني لـ فيلافرانكا دي فيرونا

## أعلام
- ديفيد كورنوه
- أنجيلو دي مارتيني
- غلوريا هووبر
- كاليب إكوبان
- سانتي جاياردوني